# DE 32 C AC
La DE 32 C AC est une série de locomotive diesel en service au sein des chemins de fer syriens depuis 1999.

## Histoire
Cette série a été construite par Alstom. 